# Mount Olive (Arkansas, Ashley megye)
Mount Olive önkormányzat nélküli település az USA Arkansas államában, Ashley megyében. 